# Бентт, Майкл
Майкл Бентт (англ. Michael Bentt, родился 4 сентября 1965, Лондон, Англия) — американский боксёр британского происхождения и кино-, и телеактёр. Пятикратный чемпион США среди любителей. Бывший профессионал,  приобрел известность после сенсационной победы над Томми Моррисоном в октябре 1993 года, который был его первым серьезным противником в карьере, после чего Бентт завоевал титул чемпиона мира среди профессионалов в тяжёлом весе по версии ВБО (WBO). На 2019 год снялся в 37 фильмах, в том числе Shadow Boxers (1999), где он играет самого себя. Также широко известна его роль Сонни Листона в фильме Али, играл в телесериалах Человек-невидимка (2000), Защитник (2001), Медиум и других. 
Бентт наряду с Майком Уивером являются единственными чемпионами мира в тяжелом весе, которые начали карьеру с поражения нокаутом (причём, если Уивер не блистал на любительском ринге, то Бентт был звездой американского любительского бокса, никогда не был в нокауте за свои 156 боёв в любителях, фактически профессиональную карьеру в США ему пришлось начинать заново через два года после сокрушительного поражения).

## Результаты боёв
| Бой | Дата             | Соперник        | Судьи          | Место боя                                     | Раундов | Результат | Дополнительно |
| --- | ---------------- | --------------- | -------------- | --------------------------------------------- | ------- | --------- | ------------- |
| 13  | 19 марта 1994    | Херби Хайд      | Пол Томас      | «Новый лондонский», Миллуолл, Лондон, Англия  | 12      | Поражение | КО7           |
| 12  | 29 октября 1993  | Томми Моррисон  | Дэнни Кэмпбелл | Цивик-центр, Талса, Оклахома, США             | 12      | Победа    | ТКО1          |
| 11  | 15 июля 1993     | Марк Уиллс      | Фрэнк Капучино | Фоксвудс, Машантаккет, Коннектикут, США       | 10      | Победа    | UD            |
| 10  | 28 мая 1993      | Дэнни Уоффорд   | Фред Уччи      | Бруклин, Нью-Йорк, США                        | 8       | Победа    | UD            |
| 9   | 25 сентября 1992 | Кеннет Муэрс    | Рон Липтон     | Катскилл, Нью-Йорк, США                       | 8       | Победа    | ТКО3          |
| 8   | 14 августа 1992  | Джерри Арентцен |                | Атлантик-Сити, Нью-Джерси, США                | 6       | Победа    | ТКО3          |
| 7   | 2 мая 1992       | Дэвид Гравес    |                | Форт-Уэрт, Техас, США                         | 6       | Победа    | MD            |
| 6   | 11 марта 1992    | Рик Хонейкутт   |                | Парамаунт, Нью-Йорк, Нью-Йорк, США            | 6       | Победа    | ТКО1          |
| 5   | 19 ноября 1991   | Джонс Линвуд    | Арманд Криф    | Issy les Moulineaux, Франция                  | 6       | Победа    | PTS           |
| 4   | 13 сентября 1991 | Уилли Джонсон   |                | Джексонвиль, Флорида, США                     | 6       | Победа    | ТКО1          |
| 3   | 16 мая 1991      | Джонс Линвуд    |                | Джексонвиль, Флорида, США                     | 6       | Победа    | PTS           |
| 2   | 12 декабря 1990  | Джеймс Холли    |                | Royal Albert Hall, Кенсингтон, Лондон, Англия | 4       | Победа    | КО1           |
| 1   | 7 февраля 1989   | Джерри Джонс    | Руди Баттл     | Замок, Атлантик-Сити, Нью-Джерси, США         | 4       | Поражение | КО1           |
| Бой | Дата             | Соперник        | Судьи          | Место боя                                     | Раундов | Результат | Дополнительно |